# 米拉博站
米拉博站（法語：Mirabeau）是法国巴黎地铁10号线的一个车站，位于巴黎十六区。8号线车站于1913年9月30日启用，于1937年7月27日随8号线部分路段一同转为10号线。站名来自法国大革命时期的政治家奧諾雷·米拉波。

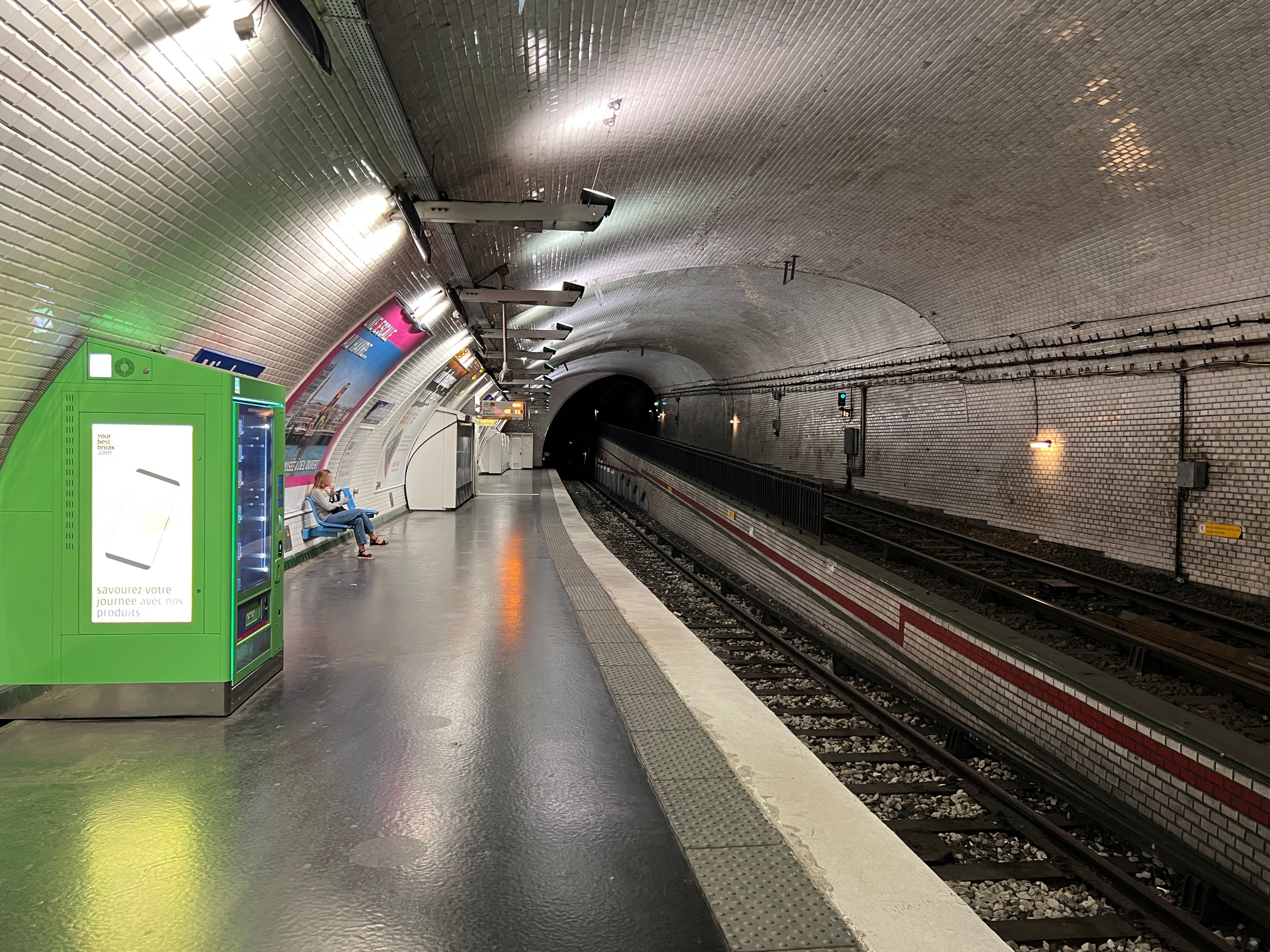
月台（2022年7月）

## 車站結構
| 街道層 | 地面層             | 出口                          |
| 月台   | 西行（無月台）     | 不停靠此站（奥特伊教堂）      |
| 月台   | 東行               | 往奧斯特里茨（安德烈·雪鐵龍） |
| 月台   | 側式月台，右側開門 |                               |